# بس (عملة رومانية)
البيس كانت عملة من البرونز سُكت بشكل استثنائي خلال الجمهورية الرومانية.
قدرت قيمة البس بثلثي الأس (8 أونصات)، وقد ضربت فقط في سنة 126 ق م بواسطة القائم على سك العملة كايوس كاسيوس، إلى جانب عملة أخرى نادرة جداً تدعى دودرانس، والتي كانت تساوي ثلاثة أرباع الأس.
تظهر العملة على الوجه الأمامي رأس ليبير (إله الحرية والنبيذ) متجها نحو اليمين، متوجا بإكليل من الكروم، وخلف الرأس رمز القيمة: S ••. أما على الوجه الخلفي، فهناك مقدمة سفينة (رمز معتاد في سك العملات البرونزية الرومانية)، مع اسم المسؤول النقدي C.CASSI في الأعلى، وROMA في الأسفل، ورمز القيمة أمام المقدّمة.
بالإضافة إلى البيس والدودرانس، قام المسؤول النقدي نفسه أيضا بإصدار دينار وكوادرانت. من هذه الأخيرة، لا يعرف سوى نسخة واحدة محفوظة في مجموعة كابيتولينا.

## الأنواع والرموز
| العملة   | الوجه (الوجه الأمامي)                                                     | الظهر (الوجه الخلفي)                                                   |
| -------- | ------------------------------------------------------------------------- | ---------------------------------------------------------------------- |
| دينار    | صورة روما نحو اليمين، وإناء اقتراع خلفها                                  | آلهة الحرية على عربة رباعية، تحمل قلنسوة الحرية (بيلوس) في يدها اليمنى |
| دودرانت  | الإله فولكان نحو اليمين، يضع قلنسوة حرية وملاقط على كتفه، S ••• خلف الرأس | مقدمة سفينة مع اسم الضارب وقيمة العملة                                 |
| بيس      | الإله ليبر نحو اليمين، S •• خلف الرأس                                     | مقدمة سفينة مع اسم الضارب وقيمة العملة                                 |
| كوادرانت | الإله هرقل نحو اليمين، ••• خلف الرأس                                      | مقدمة سفينة مع اسم الضارب وقيمة العملة                                 |

يُعتقد أن كايوس كاسيوس هو ابن غايوس كاسيوس لونغينوس الذي شغل منصب القنصل في سنة 124 ق م.
يرجّح أن تكون الإشارة إلى صندوق الاقتراع ورمز الحرية مرتبطة بـ "قانون كاسيا للتصويت السري" الصادر عام 137 ق م، والذي أدخل نظام التصويت السري في المحاكمات العامة.

## روابط خارجية
صور ديناريوس كايوس كاسيوس على موقع Wildwinds.com